# Бростеп
Бростеп (англ. brostep) — музичний жанр, що виник в 2009 році як одне з відгалужень дабстепа.

## Опис
У вересні 2011 року журнал Spin Magazine визначив бростеп як «перекошений і агресивний» (англ. «lurching and aggressive») варіант дабстепа, який довів свою фінансову успішність у США. На відміну від традиційного звучання дабстепа , що підкреслює суб- басове зміст композиції, бростеп акцентований на середньочастотному звучанні. На думку багатьох його, фанів Бростеп звучить або жорстко і агресивно або рухливо і весело. А також більшість людей вважають бростеп - дабстепом.

На думку Саймона Рейнольдса , з досягненням дабстепом популярності у великій аудиторії і переміщенні вечірок з порівняно невеликих клубів на відкрите повітря , на великі заходи, інфразвуковий контент мелодій був поступово витіснений деформованими басовими рифами, що працюють в тому ж регістрі , що й електрогітара в хеві-металу. Також необхідно відзначити , що акцентом даного жанру є жорстка ударна брейкбіт - партія і бас, де основний виділяється частиною звучання є середні частоти. Одним з основних інструментів для створення характерних для бростепа басових партій є віртуальний синтезатор Massive від компанії-розробника Native Instruments і Serum від компанії Xfer. 

Завдяки жорсткому цифровому звучанням і більшим можливостям модуляції цей інструмент чудово підходить для синтезу так званого wobble bass - середньочастотного агресивного звуку, спектр якого постійно змінюється за допомогою модуляції фільтра, створюючи ефект, схожий на гарчання або синтезовану мову. Інші віртуальні синтезатори , часто використовувані в даному стилі, це FM8 від тих же Native Instruments, Zebra від компанії U- he і Harmor від компанії Image Line.

## Історія створення
Фактично, Brostep був створений британським дабстеп-діджеєм Rusko. Як він сам заявив згодом, під час його появи у шоу на BBC 1, він просто вирішив програти старий-добрий дабстеп в прискореному темпі. Після він до одержали додав пару семплів і так вийшов цей жанр. Бростеп одразу був підхоплений і в мінімальні терміни став надзвичайно популярним.
До речі, пізніше в кінці 2010 року, Rusko в прямому ефірі на тому ж BBC 1, попросив вибачення у шанувальників Дабстепа за те, що створив Бростеп. Він сказав - "не думав, що мій експеримент зайде так далеко" і як результат, завдасть сильного удару по класичному dubstep .

## Представники жанру
- Rusko
- Nero
- Skrillex
- Kill The Noise
- Datsik
- Borgore
- Knife Party
- Modestep
- Doktor P